# Echelon

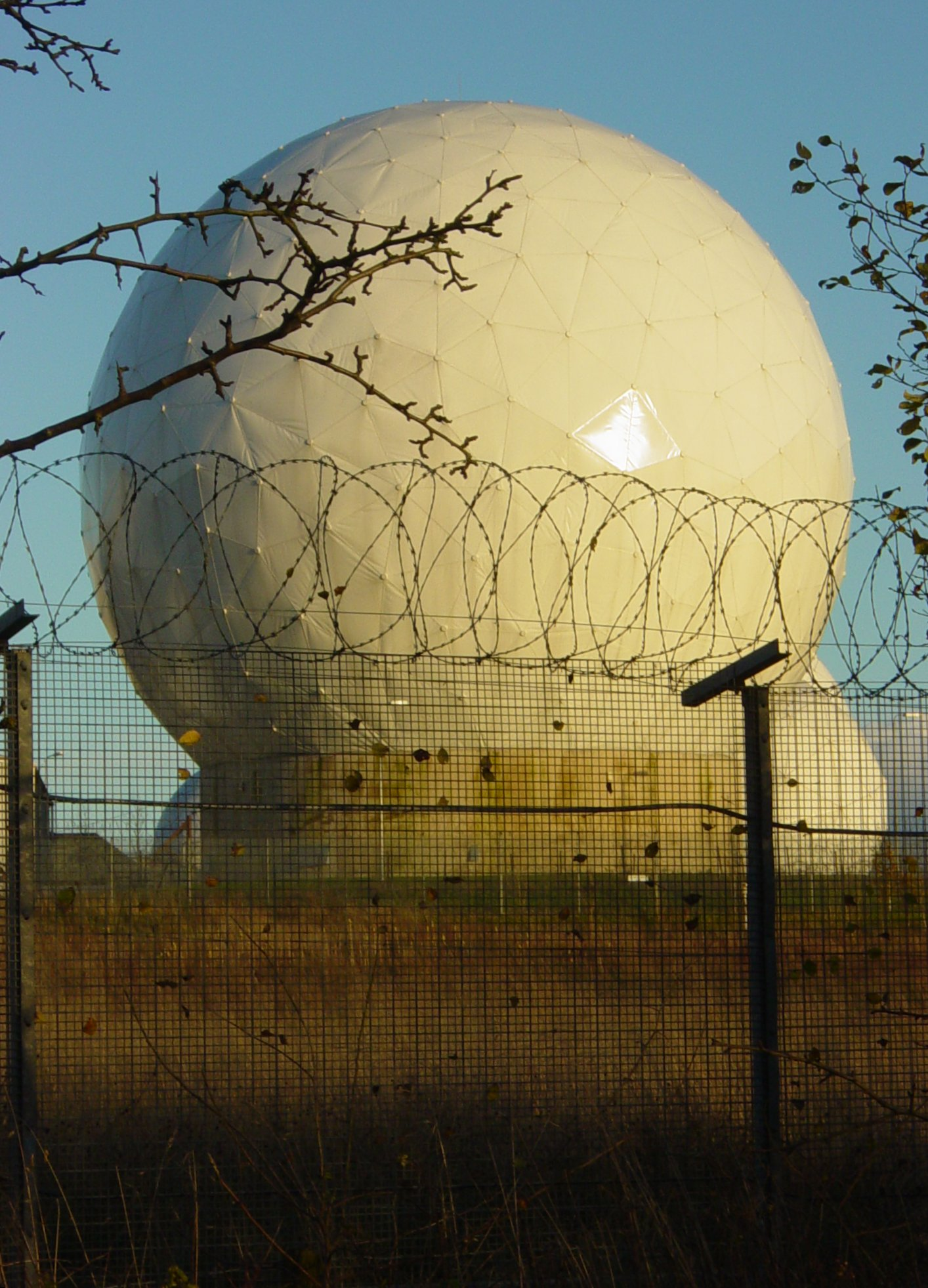
Jedna z wielu kopuł w Menwith Hill, prawdopodobnie używana przez system Echelon

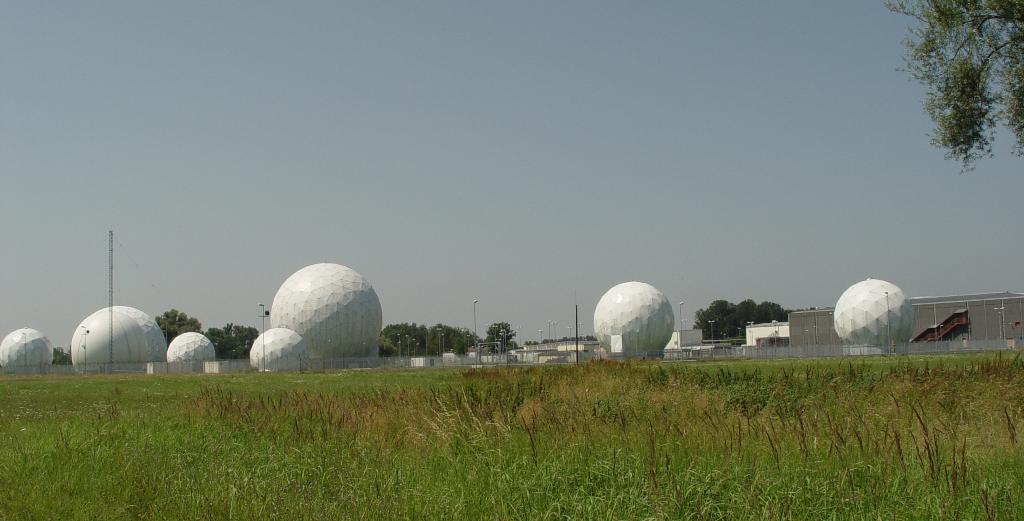
Kopuły systemu Echelon w Bad Aibling w Niemczech

Echelon – globalna sieć wywiadu elektronicznego. System powstał przy udziale Stanów Zjednoczonych, Wielkiej Brytanii, Kanady, Australii i Nowej Zelandii w ramach porozumienia AUSCANNZUKUS i jest zarządzany przez amerykańską służbę wywiadu NSA. Echelon posiada na całym świecie urządzenia techniczne do przechwytywania wiadomości, między innymi w kanałach telekomunikacji.
Jedna z baz nasłuchowych systemu znajduje się w Menwith Hill w Północnym Yorkshire w Wielkiej Brytanii, niedaleko Harrogate. Oficjalnie jest to baza wojskowa Wielkiej Brytanii, jednak część terenu jest dzierżawiona stronie amerykańskiej.
System gromadzi i analizuje transmisje fal elektromagnetycznych przez urządzenia elektroniczne z całego świata – urządzenia telekomunikacyjne, informatyczne, telefaksy, e-maile, transfery plików, rozmowy telefoniczne, komputery, radary, satelitów rozpoznawczych, s. telekomunikacyjnych itp. Raport Parlamentu Europejskiego przewidywał w tym kontekście możliwość m.in. przechwytywania ekranów komputerów z odległości na podstawie ich promieniowania oraz rozmów w pomieszczeniach na podstawie zdalnej analizy drgań szyb. System gromadzi i przetwarza miliardy przekazów elektronicznych na dobę. Jest to tylko niewielki ułamek całej komunikacji elektronicznej – jedynie w Stanach Zjednoczonych wykonuje się prawie 4 mld samych tylko rozmów telefonicznych na dobę. Zebrane lokalnie informacje z całego świata przesyłane są do centrali w Fort Meade, gdzie znajduje się główna siedziba NSA. Superkomputery dokonują analizy materiału, dostosowanej do regionu: językowej, tworzą słownik haseł i stanu materiału: ustalają rodzaj kompresji, algorytm szyfrowania.
W roku 1991 amerykańskie służby wywiadowcze miały przedłużyć nowy program działania po rozpadzie bloku wschodniego, który uwzględniał zmienioną sytuację geopolityczną. Głównym zadaniem amerykańskich służb specjalnych miał być odtąd wywiad gospodarczy. Potwierdziły to zarówno badania Unii Europejskiej, jak też wypowiedzi byłego dyrektora centrali wywiadu (DCI), tym samym szefa CIA, Roberta Jamesa Woolseya w jego artykule z 17 marca 2000 w Wall Street Journal.
System Echelon był też prawdopodobnie bezpośrednim źródłem informacji o korupcji przy wartym 6 miliardów dolarów przetargu na samoloty dla Arabii Saudyjskiej. W efekcie ogłoszenia NSA przetarg stracił europejski Airbus. Dla ułatwienia pracy szpiegowskiej systemu Echelon władze amerykańskie obłożyły embargiem niektóre techniki szyfrowania, np. PGP.